# Nesebar (huyện)
Nesebar là một huyện thuộc tỉnh Burgas, Bungaria. Dân số thời điểm năm 2001 là 19113 người.